# Calumma tarzan
Calumma tarzan là một loài thằn lằn trong họ Chamaeleonidae. Loài này được Gehring, Pabijan, Ratsoavina, Köhler, Vences & Glaw mô tả khoa học đầu tiên năm 2010.